# Hokuto Shimoda
Hokuto Shimoda (下田 北斗 Shimoda Hokuto?, Kanagawa, 7 de noviembre de 1991) es un futbolista japonés que juega como centrocampista en el F. C. Machida Zelvia de la J1 League.

## Trayectoria

### Clubes
| Club                 | País  | Año       |
| -------------------- | ----- | --------- |
| Ventforet Kofu       | Japón | 2014-2015 |
| Shonan Bellmare      | Japón | 2016-2017 |
| Kawasaki Frontale    | Japón | 2018-2020 |
| Oita Trinita         | Japón | 2021-2022 |
| F. C. Machida Zelvia | Japón | 2023-     |

## Palmarés

### Títulos nacionales
| Título             | Club              | País  | Año  |
| ------------------ | ----------------- | ----- | ---- |
| J1 League          | Kawasaki Frontale | Japón | 2018 |
| Supercopa de Japón | Kawasaki Frontale | Japón | 2019 |
| Copa J. League     | Kawasaki Frontale | Japón | 2019 |
| J1 League          | Kawasaki Frontale | Japón | 2020 |